# Christian Vander (futbolista)
Christian Vander (Willich, actual Alemania, 24 de octubre de 1980) es un exfutbolista alemán que se desempeñaba como portero y que actualmente es el entrenador de porteros del Werder Bremen de la Bundesliga de Alemania.

## Selección nacional
Ha sido internacional con la selección de fútbol sub-18 de Alemania donde ha jugado solo un partido internacional por dicho seleccionado.

## Clubes
| Club                   | País     | Año         |
| ---------------------- | -------- | ----------- |
| KFC Uerdingen 05       | Alemania | 1998 - 2000 |
| Bochum                 | Alemania | 2000 - 2006 |
| Werder Bremen (cedido) | Alemania | 2005 - 2006 |
| Werder Bremen          | Alemania | 2006 - 2013 |